# Arsaalcyne

Structure du 2,4,6-−C≡As.

Un arsaalcyne est un composé organo-arsénié ayant une liaison triple entre les atomes de carbone et d'arsenic. Ce sont des composés rares, notamment par rapport aux phosphoalcynes. La méthylidynearsine HC≡As a été caractérisée par spectroscopie, les autres arsaalynes ayant des substituant organiques volumineux.
Ces composés peuvent être obtenus par déshydrohalogénation ou par élimination sous l'effet d'une base. C'est par exemple le cas pour HCAs :
H2ClC−AsH2 + 2 Na2CO3 ⟶ HC≡As + 2 NaHCO3 + NaCl.
En accord avec la règle de la double liaison, les arsaalcynes tendent plus facilement à s'oligomériser que leurs analogues phosphorés. La production de molécules d'AsCCH3 conduit au tétramère, à structure cubane. Un substituant très volumineux tel que 2,4,6-t Bu3C6H2− permet cependant la cristallisation de l'arsaalcyne monomérique 2,4,6-t Bu3C6H2−C≡As. Sa liaison As≡C a pour longueur 165,7(7) pm.